# The Singles (81-85)
A The Singles (81-85) a Depeche Mode 1985-ben megjelent válogatásalbuma. A lemez eredetileg Észak-Amerikában nem jelent meg, ott annak párja, az egy-két számtól eltekintve azonos tartalmú Catching Up with Depeche Mode válogatás került a boltokba. 1998-ban a The Singles (86-98) megjelenését követően újrakeverve ismételten kiadták. Az újrakevert kiadás két bonus track-et is tartalmazott, melyek közül az egyik előtte még sohasem jelent meg azelőtt hivatalos CD-n.

A lemez tartalma:

1985 MUTE / MuteL1
1. "Dreaming of Me [Single Version]" – 3:46
2. "New Life [Album Version]" – 3:45
3. "Just Can't Get Enough [Album Version]" – 3:44
4. "See You [Single Version]" – 3:57
5. "The Meaning of Love [Album Version]" – 3:05
6. "Leave in Silence [Single Version]" – 4:02
7. "Get the Balance Right [Single Version]" – 3:15
8. "Everything Counts [Single Version]" – 3:59
9. "Love, in Itself [2 – Single Version]" – 4:00
10. "People Are People [Single Version]" – 3:46
11. "Master and Servant [Single Version]" – 3:47
12. "Blasphemous Rumours [Single Version]" – 5:09
13. "Somebody [Remix – Single Version]" – 4:22
14. "Shake the Disease [Single Version]" – 4:49
15. "It's Called a Heart [Single Version]" – 3:51

1998 MUTE / LMuteL1
1. "Dreaming of Me [Single Version]" – 3:46
2. "New Life [Album Version]" – 3:45
3. "Just Can't Get Enough [Album Version]" – 3:44
4. "See You [Single Version]" – 3:57
5. "The Meaning of Love [Album Version]" – 3:05
6. "Leave in Silence [Single Version]" – 4:02
7. "Get the Balance Right [Single Version]" – 3:15
8. "Everything Counts [Single Version]" – 3:59
9. "Love, in Itself [2 – Single Version]" – 4:00
10. "People Are People [Single Version]" – 3:46
11. "Master and Servant [Single Version]" – 3:47
12. "Blasphemous Rumours [Single Version]" – 5:09
13. "Somebody [Remix – Single Version]" – 4:22
14. "Shake the Disease [Single Version]" – 4:49
15. "It's Called a Heart [Single Version]" – 3:51
16. "Photographic [Some Bizzare Version]" – 3:13
17. "Just Can't Get Enough [Schizo Mix]" – 6:46

Valamennyi szám Martin Gore szerzeménye, kivéve a "Dreaming of Me", "New Life", "Just Can't Get Enough" és "Photographic" számokat, melyeket Vince Clark írt.